# Chiesa di Santa Maria Assunta (Trecate)
La chiesa di Santa Maria Assunta, o chiesa di Maria Vergine Assunta, è la parrocchiale di Trecate, in provincia e diocesi di Novara; fa parte dell'unità pastorale di Trecate.

## Storia
La primitiva pieve di Trecate, intitolata a san Cassiano e posta lungo la strada diretta verso il Ticino, sorse nel X secolo, menzionata per la prima volta nel 1014 e poi ancora nel 1027; è incerto se la pieve sia stata eretta dal re Berengario II oppure dai vescovi milanesi.
Nel 1594 la parrocchialità venne trasferita dal vescovo Carlo Bascapè nella chiesa di Santa Maria Assunta in paese, situata presso la Porta Nuova; questo edificio, dotato nel 1826 di una nuova facciata disegnata da Stefano Ignazio Melchioni, venne rimaneggiato e modificato nella seconda metà dell'Ottocento, per poi essere ultimato nel 1901.

## Descrizione

### Esterno
La facciata a salienti della chiesa, rivolta a settentrione e preceduta dal portico, caratterizzato da colonne doriche sorreggenti sette archi a tutto sesto, presenta nell'ordine inferiore gli ingressi, mentre in quello superiore, affiancato da due volute e coronato dal timpano triangolare, una finestra semicircolare oppilata.
Sopra la facciata, sulla parte sinistra, si innalza il campanile a pianta quadrata, la cui cella presenta una bifora per lato ed è coronata dalla guglia a base circolare.

### Interno
L'interno dell'edificio si compone di tre navate, separate da pilastri sorreggenti archi a tutto sesto, sopra i quali corre la cornice, su cui s'imposta la volta; al termine dell'aula si sviluppa il presbiterio, a sua volta chiuso dall'abside.
Qui sono conservate diverse opere di pregio, tra le quali l'affresco con soggetto Santa Caterina d'Alessandria, risalente al XIV secolo, la statua lignea della Madonna Addolorata, del 1742, posta sull'omonimo altare costruito nel 1776 da Giovanni de Meldironi, la pala con San Carlo Borromeo, l'affresco ritraente Gesù Cristo con la Madonna e i Santi Giovanni Battista ed Evangelista, dipinto da Lorenzo Peracino nel 1769, la tela dell'Apocalisse, l'affresco del Battesimo di Gesù Cristo, la pala avente come soggetto la Resurrezione di Lazzaro, e l'altare maggiore, costruito alla fine del XVII secolo da Carlo Gerolamo Calderari e Francesco Maria Giudice.